# Amazon.comの拠点一覧

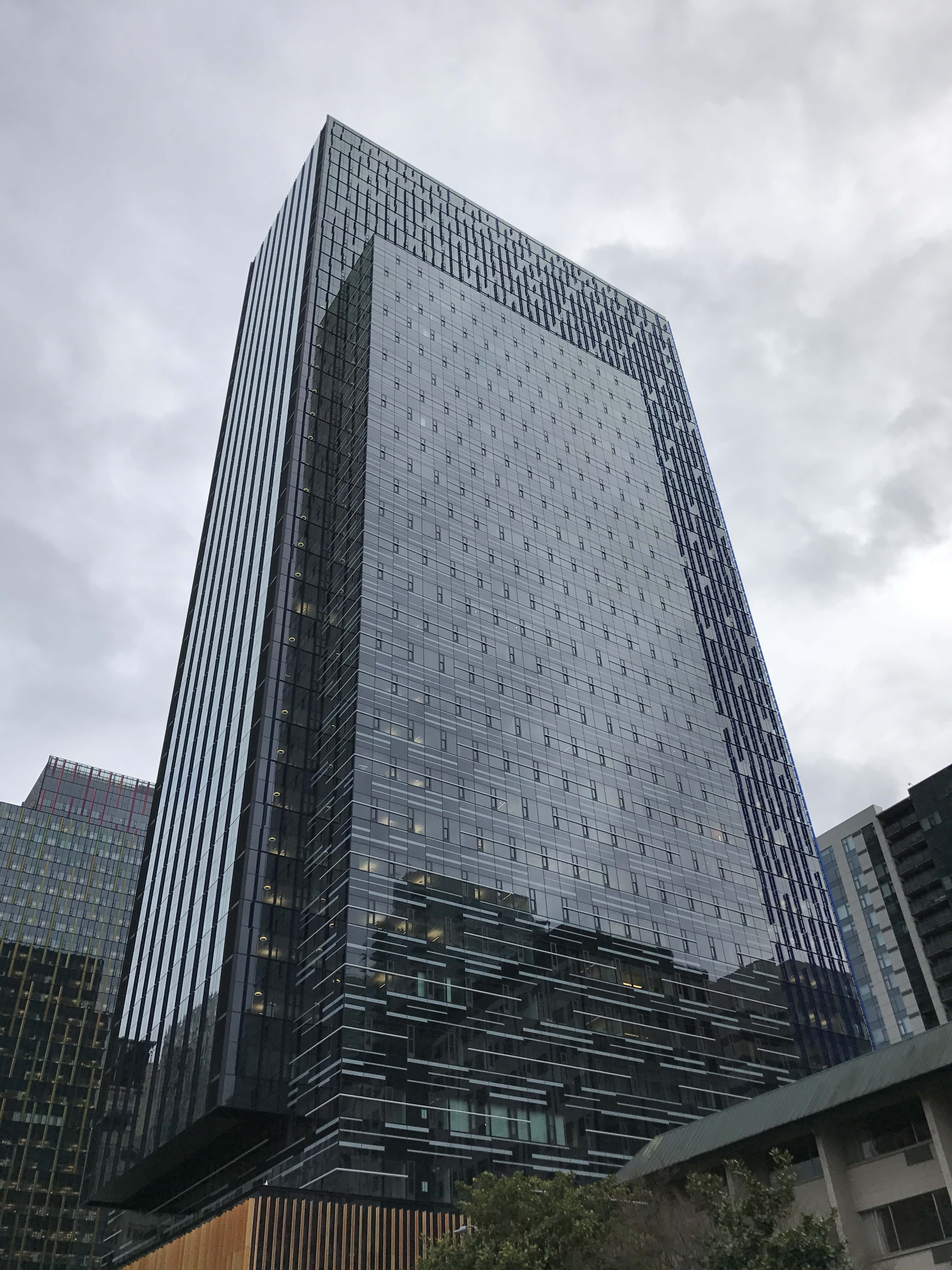
ワシントン州シアトルにあるアマゾンのDay 1タワー

アメリカの企業Amazon.comが事業を行っている拠点一覧である。

## 本部

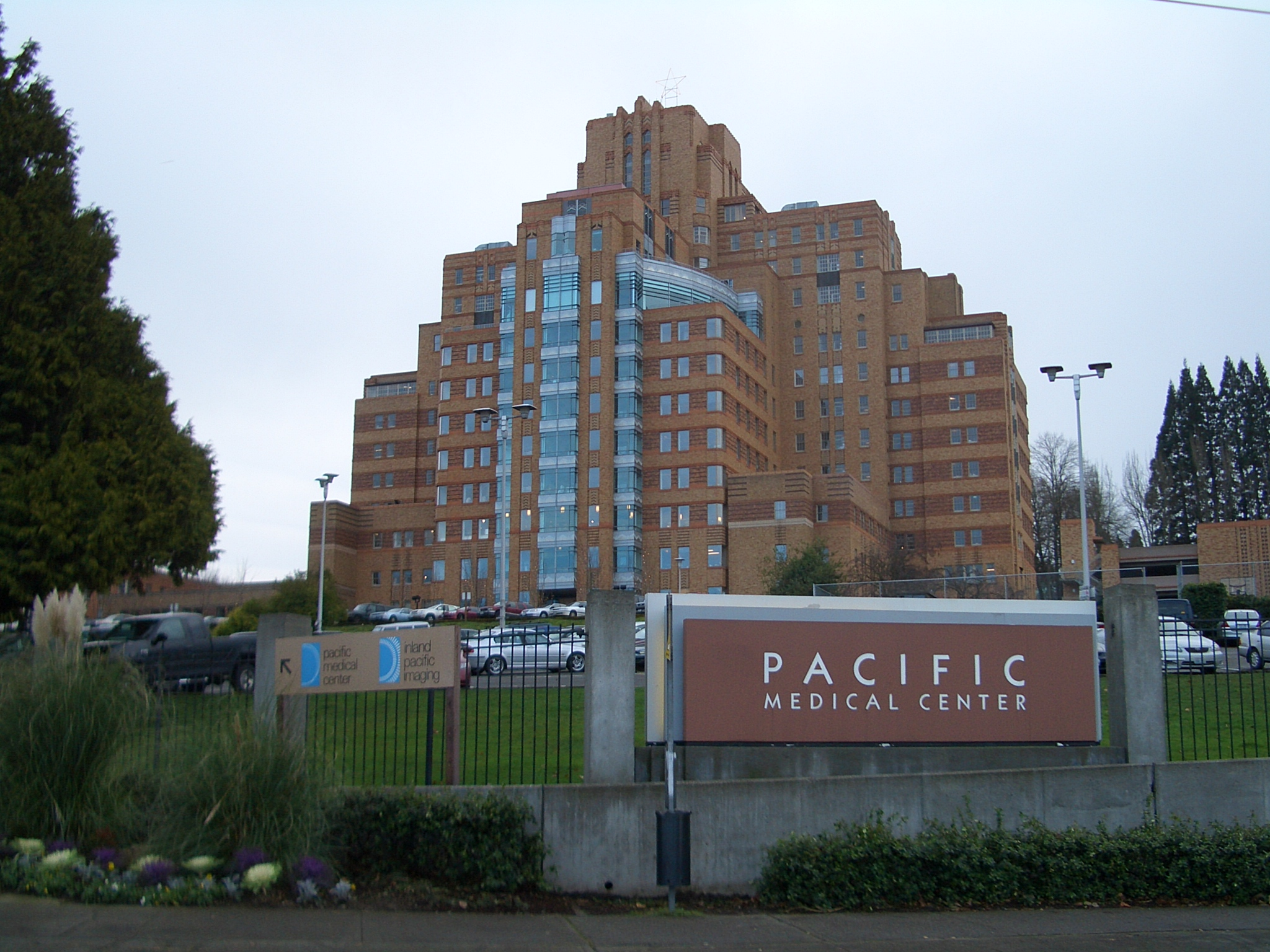
シアトルのビーコンヒルにあるパシフィックメディカルセンタービルのAmazon.com元本部

Amazonのグローバル本部はシアトルのサウスレイクユニオン地区に14棟あり、主に2008年以降、Vulcan,Inc.によって開発されてきた。最初の11のビルは2012年にVulcan11億6000万ドルで取得した。Amazonは1998年～2011年の間までビーコンヒル地区に位置するパシフィック・メディカルセンター内の賃貸スペースに本社を設置していた。
アマゾンは現在シアトルのデニー・トライアングル地区に３つの複合タワーを新本社にするために建設中である。NBBJによってデザインされ、以前に同社の一員だった犬の名前に因んで「Rufus 2.0」と名付けられたこの計画は 2012年にシアトル市で承認され一年後に建設が開始された 。「Doppler」と呼ばれる最初のタワーは2015年12月14日にオープンした。
欧州本部はルクセンブルクの首都ルクセンブルク市にある。

## ソフトウェア開発センター
アマゾンのソフトウェア開発の多くはシアトルで行われているが、アマゾンは世界中のセンターでソフトウェア開発者を雇用している。一部の場所はアマゾンの子会社の「A2Z Development」によって運営されている。
- 北アメリカ
  - アメリカ合衆国:テキサス州オースティン;[13] マサチューセッツ州ケンブリッジ;[14] バージニア州ハーンドン[15]、カリフォルニア州アーバイン[16]、サウスカロライナ州チャールストン[17]、カリフォルニア州クパチーノ、カリフォルニア州オレンジ郡、サンフランシスコ、カリフォルニア州サンルイスオビスポ;[18] ミネアポリス[19] シアトル、ニューヨーク、アリゾナ州テンピ、ミシガン州デトロイト[20]
  - カナダ: ブリティッシュコロンビア州バンクーバー、オンタリオ州トロントとオンタリオ州ミンサガ
- 南アメリカ
  - ブラジル: サンパウロ
- ヨーロッパ
  - オーストリア: グラーツ[21]
  - ルクセンブルク:ルクセンブルク
  - ドイツ: ベルリンとドレスデン[22]
  - アイルランド: ダブリン
  - オランダ: デン・ハーグ
  - ポーランド: グダニスク[23]
  - ルーマニア: ヤシ
  - スペイン:マドリード[24]
  - イギリス: ロンドン(イングランド)、ケンブリッジ(イングランド)、ダンファームリン(スコットランド) とエディンバラ(スコットランド)
- アジア
  - インド: バンガロール、ムンバイ、チェンナイ、ハイデラバード、グルグラム
  - イスラエル: テルアビブ
  - 日本: 目黒区(東京)
  - 中国: 北京
- アフリカ
  - 南アフリカ: ケープタウン

## カスタマーサービスセンター
- アメリカ合衆国:ワシントン州ケニウィック、ウェストバージニア州ハンティントン、ノースダコタ州グランドフォークス、ケンタッキー州ウィンチェスター
- インド: バンガロール、ハイデラバード、チェンナイ、グルグラム、ジャイプルとプネー
- 南アフリカ: ケープタウン[25]
- フィリピン: Concentrix CyberWest、EGS Manila、Convergys Cebu、 Convergys Bacolod、Convergys MDC100 Libis、Arvato Alabang
- 中国:成都市
- ドイツ: ベルリン、レーゲンスブルク
- アイルランド:コーク
- モロッコ: ラバト
- イギリス: スコットランド　エディンバラ
- 日本: 札幌市
- コスタリカ: エレディアとサンホセ
- ウルグアイ: モンテビデオ
- イタリア: カリャリ
- ジャマイカ: キングストン
- ポーランド:チェンストホヴァ

## フルフィルメントと倉庫
フルフィルメントセンターは以下の市に点在しており、空港近くにあることもある。アマゾンフルフィルメントセンターは追加料金で第三者の販売者の販売商品の保管、受注処理も請け負う。第三者の販売者はeBayや自社のウェブサイトのような他のプラットフォーム上で販売する時もフルフィルメント by Amazon(FBA)を利用できる。
倉庫は巨大で各倉庫ごとに数百名の従業員がいる。従業員は４つの基礎的な作業を担当する。：開封し商品をチェック、ストレージに商品を収納、収納場所を記録、コンピューターが記録した場所の商品をピッキングし出荷。商品の場所を記録し、ピッカーにルートを表示するコンピュータは重要な役割を果たしている。従業員は、中央コンピュータと通信して進行速度を監視するハンドヘルド・コンピュータを持つ。ピッカーは1日に16km以上歩く可能性がある。
英国では、初期のスタッフはランスタッドや他の人材派遣企業から派遣されていた。一部の労働者はAmazonの従業員として受け入れられ、年金および株式を付与された。他は却下された。「恒久的なポジションが得られるようになれば、ポジションを得るために一流の成績を目指す非正規社員も増える」。
アマゾンの2012年の倉庫自動化会社であるKiva Systemsの買収により、将来的には高度な自動化が期待されている。
- 北アメリカ

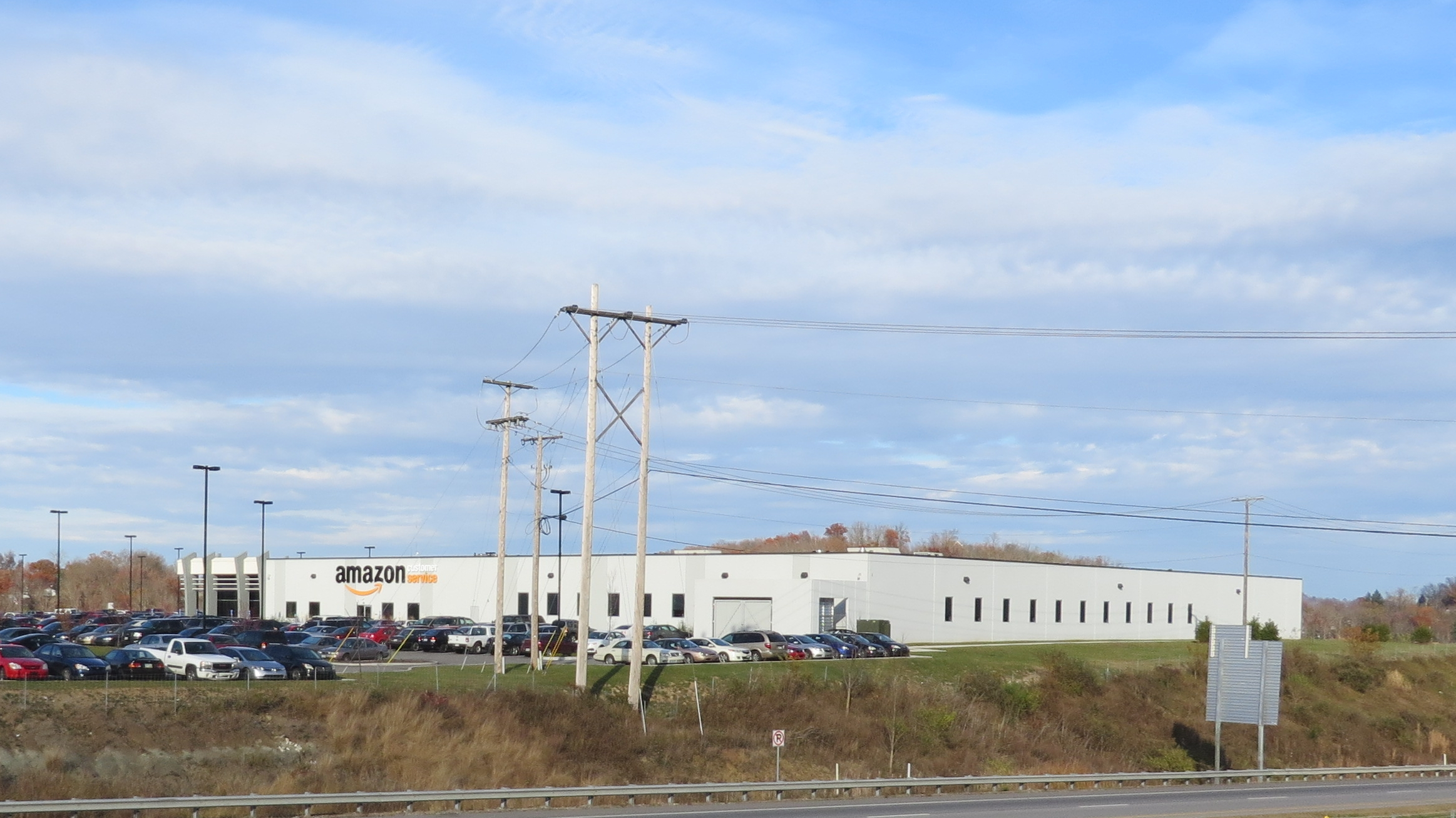
ウェストバージニア州ハンティントンにあるカスタマーサービスセンター

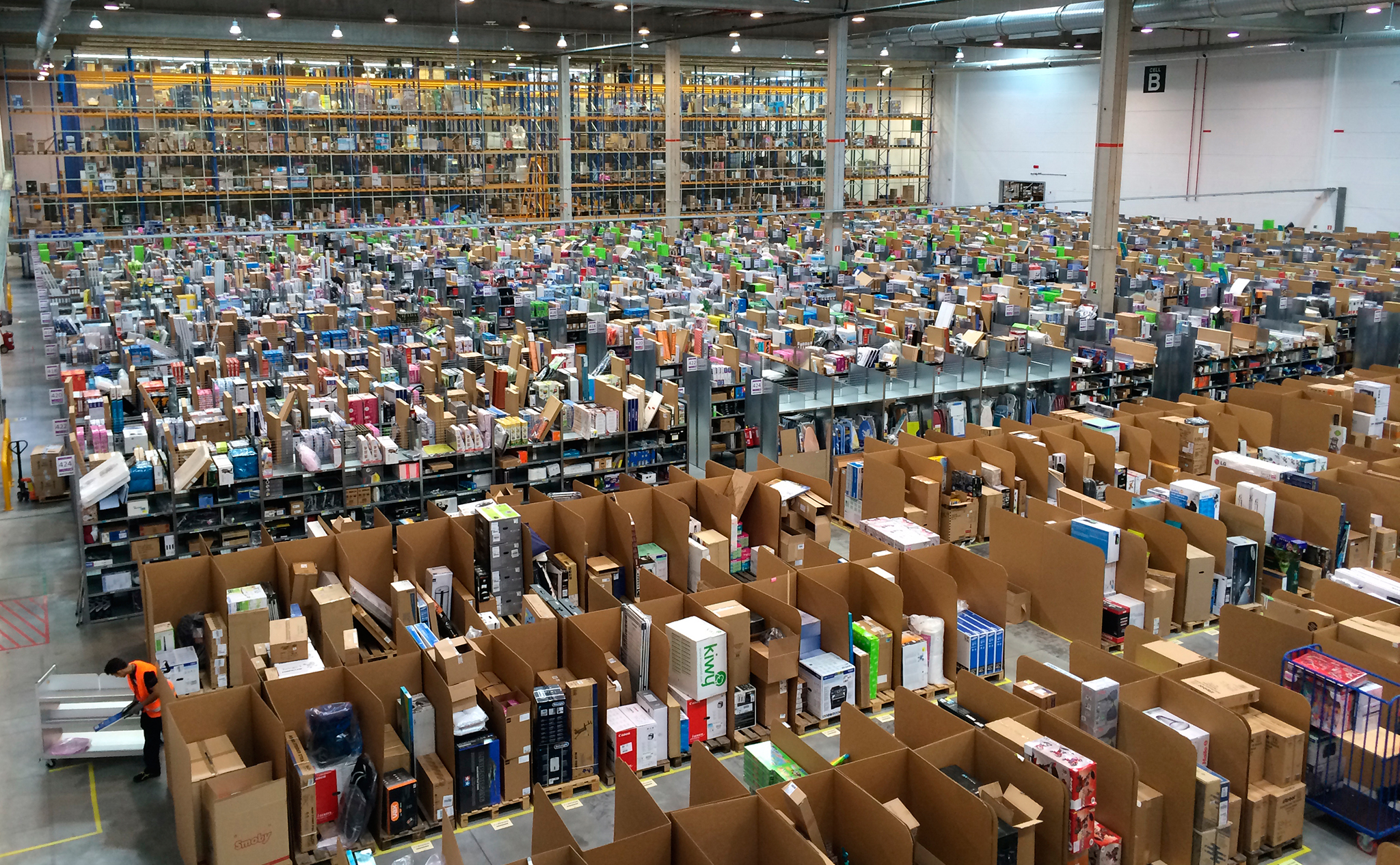
スペインマドリードのサン・フェルナンド・デ・エナレスにあるAmazonスペインの倉庫

  - アメリカ合衆国 (フルフィルメントセンターコード)[28]
    - アリゾナ州グッドイヤー (PHX5)
    - アリゾナ州フェニックス (PHX3, PHX6, PHX7)
    - カリフォルニア州イーストヴェール (SNA6, SNA9)
    - カリフォルニア州アーバイン (DLA9)
    - カリフォルニア州サンバーナーディーノ (SNA7, SNA8, ONT2, ONT5)
    - カリフォルニア州パターソン[28] (OAK3)
    - カリフォルニア州トレーシー (OAK4)
    - カリフォルニア州ストックトン[28] (XUSD)
    - カリフォルニア州ニューアーク[28] (OAK5)
    - カリフォルニア州モレノバレー[28] (ONT6/ONT8)
    - カリフォルニア州レッドランズ[28] (ONT9)
    - コネチカット州ウィンザー・ロックス (BDL1)
    - デラウェア州ミドルタウン[29] (PHL7)
    - デラウェア州ニューキャッスル (PHL1)
    - フロリダ州ダベンポート[28] (MCO5)
    - フロリダ州ラスキン (TPA1)
    - フロリダ州レイクランド (TPA2)
    - フロリダ州ドラル[28] (Miami) (MIA5)
    - ジョージア州イースト・ポイント[28] (ATL6)
    - ジョージア州リティア・スプリングス[28] (ATL8)
    - ジョージア州ユニオン・シティ[28] (ATL7)
    - インディアナ州ジェファーソンビル (SDF8)
    - インディアナ州プレインフィールド (IND2, IND3, IND5)
    - インディアナ州ホワイツタウン (IND1, XUSE)
    - インディアナ州インディアナポリス[28] (IND4)
    - イリノイ州ジョリエット[28] (MDW2)
    - イリノイ州エドワーズビル (STL4, STL6, STL7)
    - カンザス州レネックサ[28] (MCI5)
    - カンザス州エジャトン (MKC4)[30]
    - ケンタッキー州キャンベルズビル (SDF1)
    - ケンタッキー州ヘブロン (CVG1, CVG2, CVG3, CVG5, CVG7)
    - ケンタッキー州レキシントン (LEX1, LEX2)
    - ケンタッキー州ルイビル (SDF2)
    - ケンタッキー州シェファーズビル[28] (SDF4, SDF6, SDF7, SDF9)
    - メリーランド州ボルチモア[31][32] (BWI2, BWI5)
    - マサチューセッツ州フォールリバー[28] (BOS7)
    - マサチューセッツ州ストートン[28] (BOS5)
    - ミネソタ州シャコピー[28] (MSP5)
    - ネバダ州ファーンリー[28] ( closed) (RN01)
    - ネバダ州ノースラスベガス (LAS2)
    - ネバダ州リノ[28] (RN02)
    - ニューハンプシャー州ナシュア (BOS1)
    - ニュージャージー州アヴェネル (EWR5, EWR7)
    - ニュージャージー州カーテレット (EWR9)
    - ニュージャージー州ロビンズビル[33] (EWR4)
    - ニュージャージー州スウェズボロ[28] (ACY5)
    - ニュージャージー州フローレンス・タウンシップ (ABE8)
    - ノースカロライナ州シャーロット (CLT2)
    - ノースカロライナ州コンコード[28] (CLT5)
    - ノースカロライナ州ダーラム (RDU5)
    - ペンシルベニア州カーライル (MDT1, PHL4, PHL6, PHL9, XUSC)
    - ペンシルベニア州ヘイズルトン (AVP1)
    - ペンシルベニア州イーストン (ABE4)
    - ペンシルベニア州ゴールズボロ (AVP2/3)
    - ペンシルベニア州ルイスベリー (PHL5)
    - ペンシルベニア州ブレイニグスビル[28] (ABE2, ABE3)
    - ペンシルベニア州ハリスバーグ[28] (ABE5)
    - ペンシルベニア州ピッツバーグ (PIT1)
    - サウスカロライナ州ウェストコロンビア (CAE1)
    - サウスカロライナ州スパータンバーグ (GSP1)
    - テネシー州チャタヌーガ (CHA1)
    - テネシー州チャールストン (CHA2)
    - テネシー州レバノン (BNA1, BNA2)
    - テネシー州マーフリーズボロ (BNA3)
    - テネシー州ナッシュビル (BNA5)
    - テキサス州コッペル (DFW6)
    - テキサス州フォートワース[28] (DFW7)
    - テキサス州ハンブル (HOU1)
    - テキサス州サンマルコス (SAT2)[34]
    - テキサス州シャーツ (SAT1)
    - バージニア州チェスター (RIC2, RIC3)
    - バージニア州ピーターズバーグ (RIC1)
    - ワシントン州ベルビュー (SEA8)
    - ワシントン州デュポン (BFI3)
    - ワシントン州サムナー[35][36] (BFI1)
    - ワシントン州ケント[28] (BFI4, BFI5, BFI6)
    - ウィスコンシン州ケノーシャ[37] (MKE1, MKE5)

  - カナダ
    - オンタリオ州ミシサガ (YYZ1)
    - オンタリオ州ミルトン (YYZ2)
    - オンタリオ州ブランプトン (YYZ3, YYZ4)
    - ブリティッシュコロンビア州デルタアナシス島 [38] (YVR2)
    - ブリティッシュコロンビア州ニューウェストミンスター (YVR3)

  - メキシコ
    - メヒコ州クアウティトラン・イスカリ[28] (MEX1)
- ヨーロッパ
  - イギリス, 2014年現在で8拠点
    - イングランド
      - リッジモントマーソンゲート
      - スタッフォードシャー、ラグリー[39]
      - ピーターバラ
      - ドンカスター
      - ヘメル・ヘムステッド
      - バークシャーレディング

    - スコットランド
      - ゴウロック (インヴァークライド)
      - ダンファームリン (ファイフ) (EDI4)

    - ウェールズ
      - スウォンジークラムリン・バローズ[40][41][42]

  - フランス
    - ボワニー＝シュル＝ビオンヌ (2000)
    - ロワレ県サラン (2007)
    - モンテリマール (2010)
    - スヴレ (2012)
    - ロウィン＝プランク (2013)

  - ドイツ
    - バート・ヘルスフェルト (1996 and 2010) (ヘッセン州)
    - ライプツィヒ (2006) (ザクセン州)
    - ヴェルネ (2010) (ノルトライン＝ヴェストファーレン州)
    - ラインベルク (2011) (ノルトライン＝ヴェストファーレン州)
    - バイエルン州グラーベン (2011) (バイエルン州)
    - コブレンツ (2012) (ラインラント＝プファルツ州)
    - プフォルツハイム (2012) (バーデン＝ヴュルテンベルク州)
    - ブリーゼラング (2013) (ブランデンブルク州)

  - ポーランド
    - ポズナン (2014) (POZ1)
    - ヴロツワフ (2014 and 2015) (WRO1, WRO2, WRO3, WRO4)

  - イタリア
    - カステル・サン・ジョヴァンニ (2011 and 2013) (エミリア＝ロマーニャ州)[43]
    - ミラノ (2015) (ロンバルディア州) (MXP5)
    - アヴィリアーナ (2016) (ピエモンテ州) (建設中)
    - パッソ・コレゼ (2017) (ラツィオ州) (建設中)

  - スロバキア: ブラチスラヴァ (2011)[44]
  - スペイン
    - マドリードサン・フェルナンド・デ・エナレス (マドリード州)
- アジア
  - 日本
    - 東京都品川区 (TPFD)
    - 東京都青梅市 (TYO4)
    - 千葉県市川市 (NRT1)
    - 千葉県八千代市 (NRT2)
    - 千葉県流山市 (QCB1)
    - 千葉県千葉市 (QCB4)
    - 神奈川県小田原市 (FSZ1)
    - 神奈川県川崎市 (HND6/HND9)
    - 神奈川県相模原市 (TYO8)
    - 神奈川県相模原市(QCB5)
    - 埼玉県坂戸市 (TYO6)
    - 埼玉県上尾市 (TYO7)
    - 埼玉県川口市 (TYO1)
    - 埼玉県久喜市 (TYO2)
    - 埼玉県狭山市 (HND2)
    - 埼玉県狭山市 (TYO9)
    - 埼玉県狭山市 (QCB3)
    - 埼玉県川越市 (NRT5)
    - 埼玉県比企郡川島町 (HND3)
    - 岐阜県多治見市 (NGO2)
    - 大阪府堺市 (KIX1)
    - 大阪府大東市 (KIX2)
    - 大阪府茨木市 (KIX3)
    - 大阪府藤井寺市 (KIX4)
    - 京都府京田辺市 (KIX5)
    - 兵庫県尼崎市 (KIX6)
    - 佐賀県鳥栖市 (HSG1)

  - 中国
    - 広州市
    - 蘇州市
    - 北京市
    - 成都市
    - 天津市
    - 上海市
    - ハルビン市
    - 瀋陽市
    - 済南市
    - 南寧市
    - 西安市
    - 廈門市

  - インド
    - ムンバイ
    - バンガロール (2014)
    - ハイデラバード
    - チェンナイ (MAA4) (MAA5)
    - アフマダーバード
    - ジャイプル
    - グルグラム
    - プネー (2015)
    - デリー
    - コルカタ

## 他
- Audible.com (子会社) ニュージャージー州ニューアークに1 ワシントン・パークに本社がある。
- Zappos.com ラスベガスに本社がある。
- Woot テキサス州キャロルトンに本社がある。

## 閉鎖したフルフィルメントセンターとカスタマーサービスの拠点
以下の米国流通センターは閉鎖された：SDCシアトル流通センターはシアトルのダウンタウンのすぐ南にあるジョージタウンにあった。 ネバダ州レッドロック、ペンシルベニア州チェンバーズバーグ、インディアナ州モンスター、ジョージア州マクドノー。 また、2000年から 2001年2月まで、Amazonカスタマーサービスの拠点がオランダのハーグにおかれていた。